# Cadulus occiduus
Cadulus occiduus is een Scaphopodasoort uit de familie van de Gadilidae. De wetenschappelijke naam van de soort is voor het eerst geldig gepubliceerd in 1911 door Verco.